# Prosevania dolichopus
Prosevania dolichopus är en stekelart som först beskrevs av August Schletterer 1889.  Prosevania dolichopus ingår i släktet Prosevania och familjen hungersteklar. Inga underarter finns listade i Catalogue of Life.